# Zavadilka (Stračovská Lhota)
Zavadilka je osada náležející pod Stračovskou Lhotu v okrese Hradec Králové, od které je vzdálena asi 150 m. V osadě se nalézá 21 domů.